# 9167 Kharkiv
A 9167 Kharkiv (ideiglenes jelöléssel 1987 SS17) a Naprendszer kisbolygóövében található aszteroida. Ljudmila Ivanovna Csernih fedezte fel 1987. szeptember 18-án.